# Smistabron
Smistabron är en gång- och cykelbro som går över motorvägen E4/E20 (Södertäljevägen) mellan Smista allé i  Segeltorp i Huddinge kommun och Sätra i Stockholms kommun. Brons namn härrör från trakten med samma namn.
Bron invigdes 2008 och byggdes på uppdrag av fastighetsbolaget Brostaden och Huddinge kommun efter ritningar av Rundquist Arkitekter. Bron är uppförd i stål och sträcker sig i ett spann över Södertäljevägen.
Smistabron tillkom som en del av Brostadens åtagande i exploateringen av området och skulle förbättra kommunikationen mellan Sätra och Segeltorp. Bron invigdes av Bo Trygg (M), kommunstyrelsens ordförande i Huddinge, samt av Joakim Larsson (M), ytterstadsborgarråd i Stockholm.

## Bilder

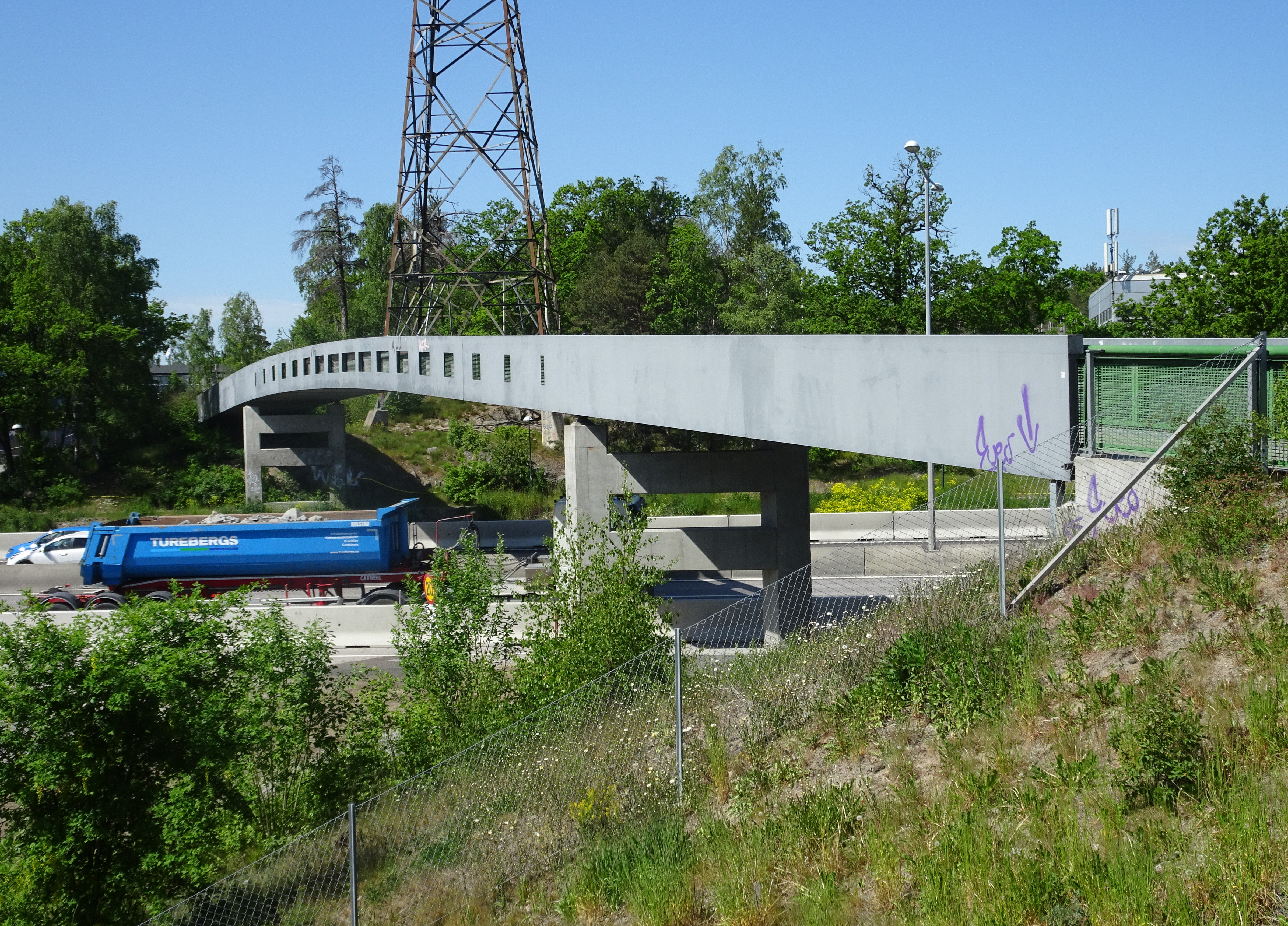
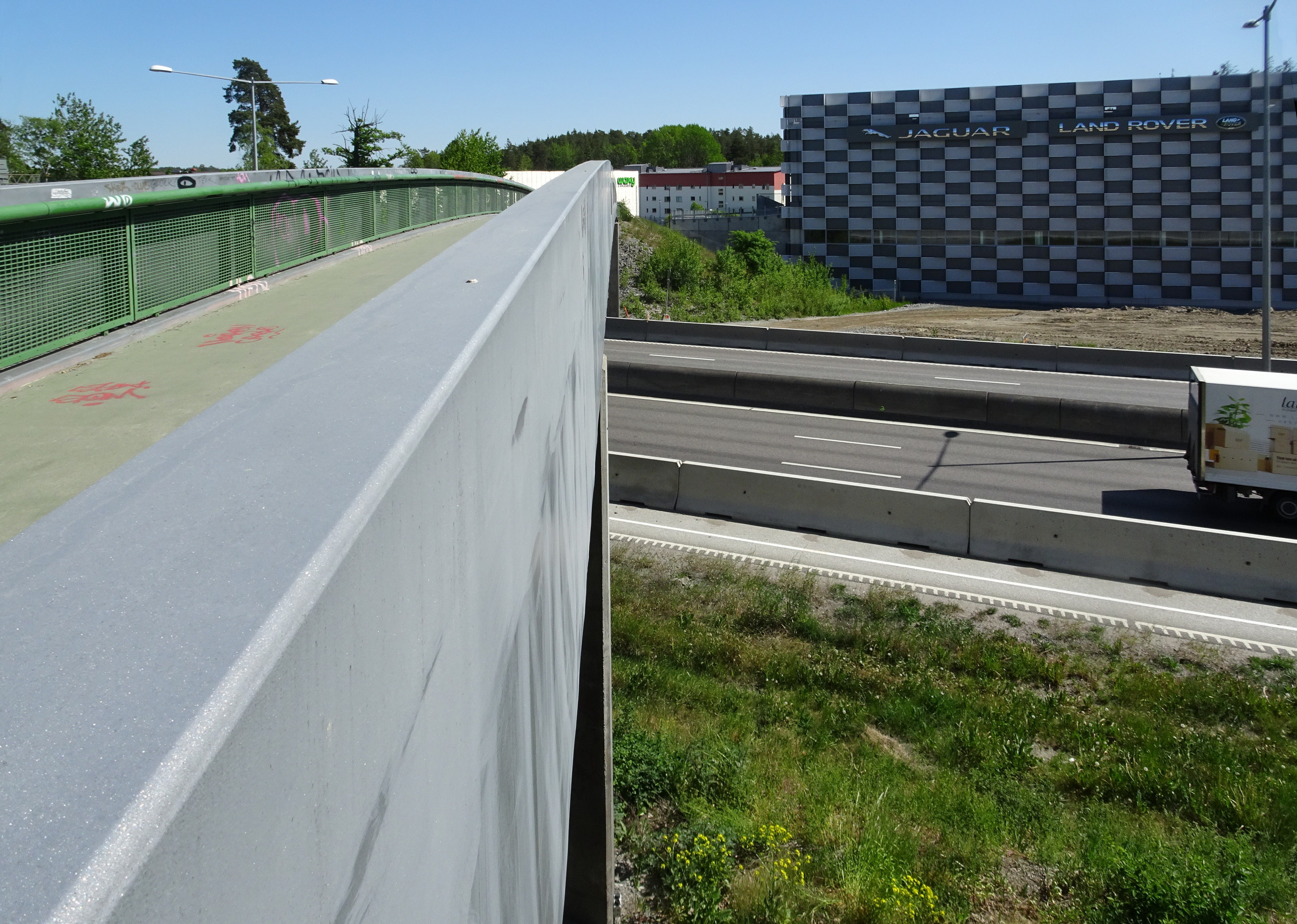
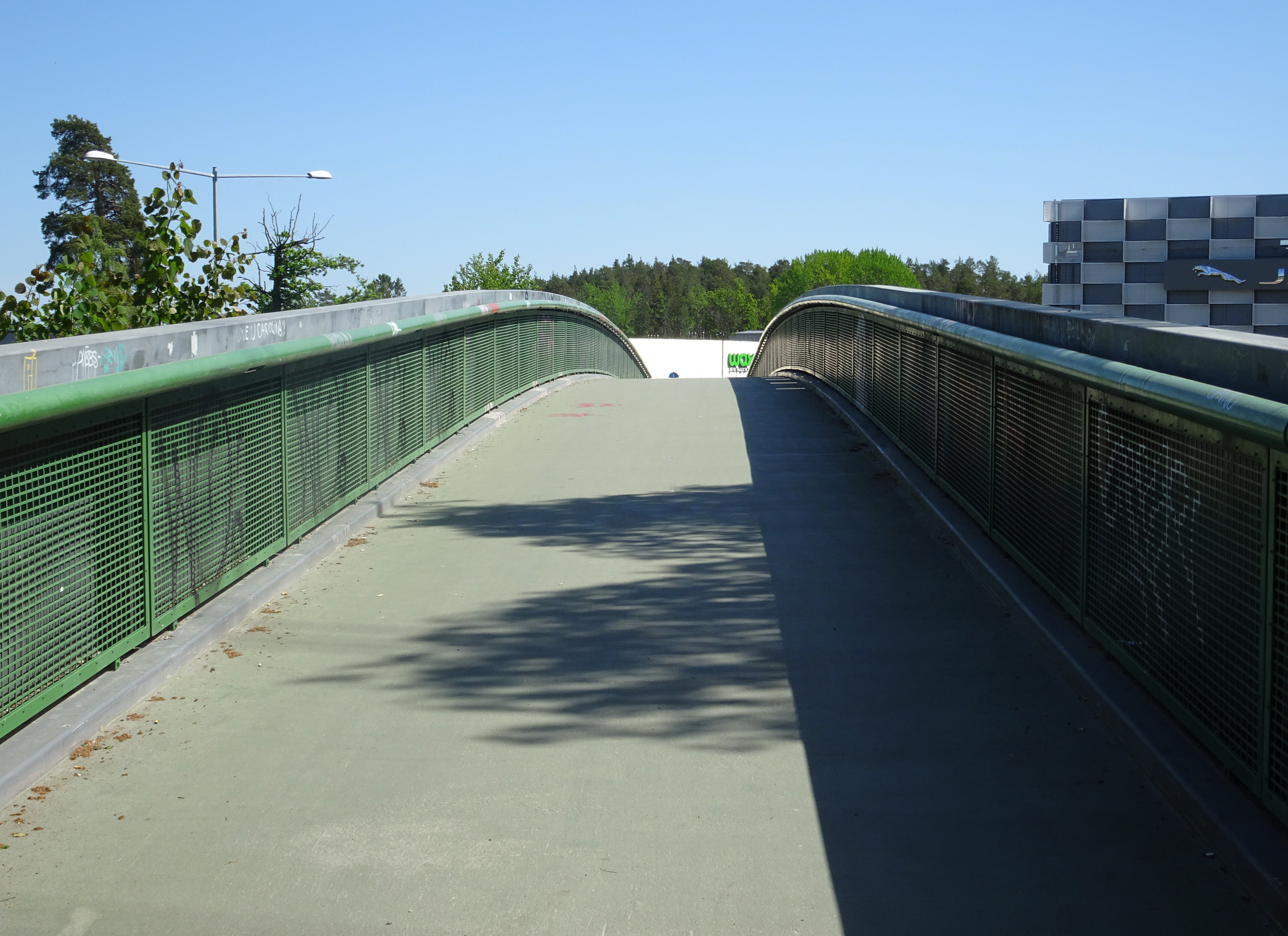
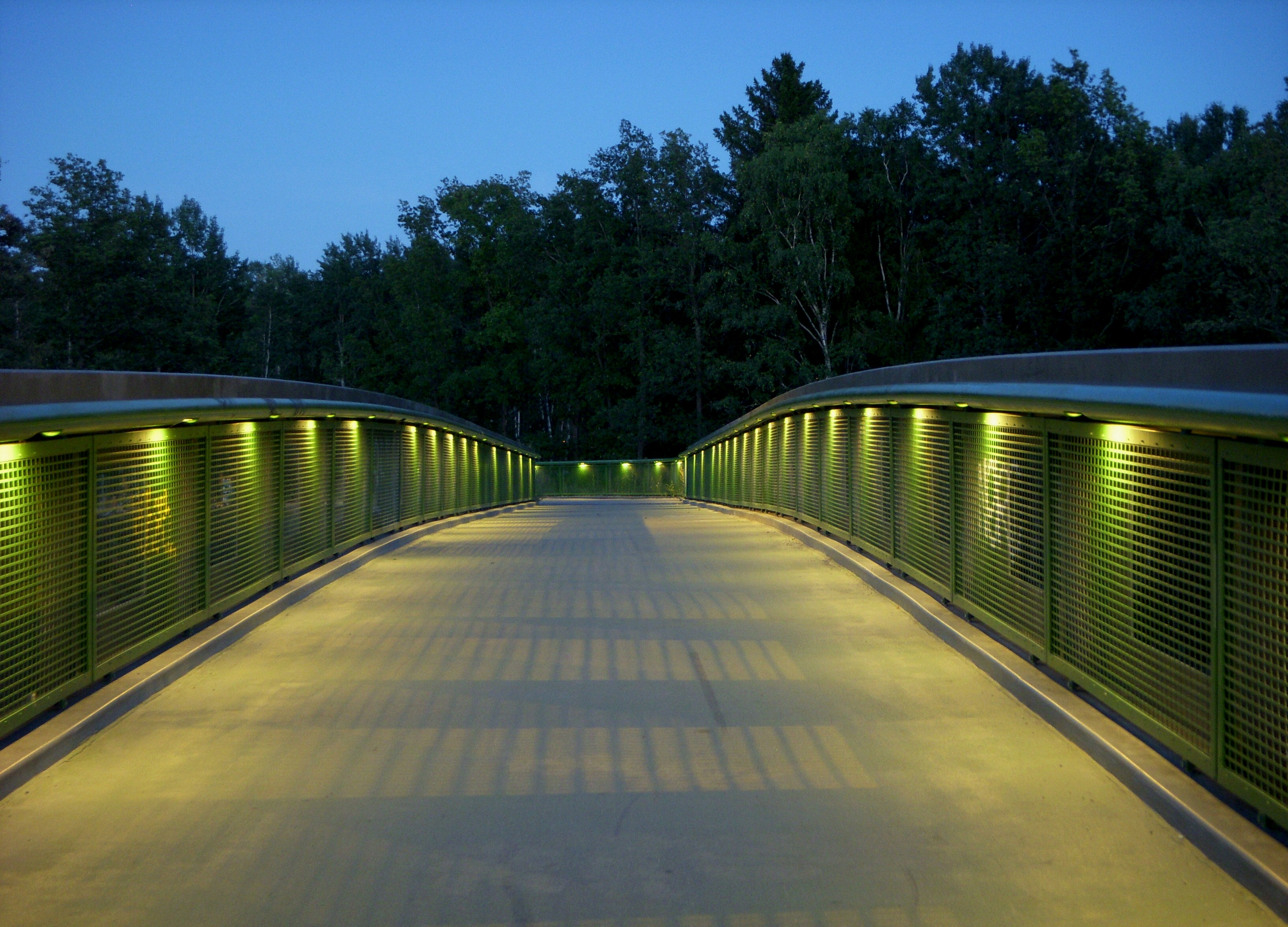